# 中日本高速道路金沢支社
中日本高速道路金沢支社（なかにほんこうそくどうろ・かなざわししゃ）は、中日本高速道路（NEXCO中日本）の支社の一つ。旧・日本道路公団の北陸支社管轄区間のうち、福井・石川・富山の北陸3県区間の管轄を引き継いだ。

## 支社所在地
〒920-0365
石川県金沢市神野町東170

## 管轄路線・事業所
NEXCO管轄の高速道路のうち、北陸3県区間の路線を管轄している。
- 福井県内の舞鶴若狭自動車道のうち、小浜IC以西はNEXCO西日本関西支社の管轄。
- 富山県内の北陸自動車道のうち、朝日IC以東はNEXCO東日本新潟支社の管轄。

### 保全・サービスセンター、高速道路事務所
保全・サービスセンターは保全・サービス事業を担当している。かつて、中日本高速道路は保全・サービスセンターを管理事務所（○○管理事務所）と呼んでいた。
| 名称                                       | 管轄路線                                                                       | 所在地                                                         | 備考 |
| ------------------------------------------ | ------------------------------------------------------------------------------ | -------------------------------------------------------------- | ---- |
| 金沢保全・サービスセンター                 | 北陸自動車道（加賀IC - 小矢部IC）                                              | 〒920-0365 石川県金沢市神野町東170（北陸道金沢西IC併設）       |      |
| 富山高速道路事務所                         | 北陸自動車道（小矢部IC - 朝日IC） 東海北陸自動車道（白川郷IC - 小矢部砺波JCT） | 〒939-8214 富山県富山市黒崎439（北陸道富山IC併設）             |      |
| 富山高速道路事務所 東海北陸道4車線化推進室 | 東海北陸道4車線化、付加車線設置（白川郷 - 小矢部砺波JCT）                      | 〒933-0874 富山県高岡市京田437                                 |      |
| 福井保全・サービスセンター                 | 北陸自動車道（今庄IC - 加賀IC）                                                | 〒910-2177 福井県福井市稲津町16-7（北陸道福井IC併設）          |      |
| 敦賀保全・サービスセンター                 | 北陸自動車道（木之本IC - 今庄IC） 舞鶴若狭自動車道（小浜IC - 敦賀JCT）         | 〒914-0014 福井県敦賀市井川17号字稲荷藪8-1（北陸道敦賀IC併設） | ※    |

※木之本ICは名古屋支社の管轄